# موسیقی کانتری
موسیقی کانتری (به انگلیسی: country music) گونه‌ای از موسیقی محلی آمریکا است که به صورت بسیار گسترده در بسیاری از ایالت‌ها نواخته شده و طرفداران بسیاری دارد. محتوای اصلی آهنگ‌های سبک کانتری عشق، طبیعت و سبک زندگی سنتی آمریکایی است. این سبک موسیقی به دلیل تم و ملودی ساده با برخی از ژانرهای دیگر از جمله بلوز و جاز، همپوشانی دارد. از آلات اصلی این ژانر می‌توان به گیتار لپ استیل بانجو، ویولن، گیتار و هارمونیکا (سازدهنی) اشاره کرد. هرساله مراسم‌های اهدای جوایز برای این ژانر موسیقی مانند American Country Music Awards و Country Music Awards برگزار می‌شود.
کانتری (همچنین کانتری و وسترن نامیده می‌شود) ژانری از موسیقی عامه پسند است که ریشه در ژانرهایی مانند بلوز و موسیقی قدیمی و انواع مختلف موسیقی محلی آمریکا از جمله آپالاچی، کاجون و سبک‌های موسیقی غربی و کابوی Red Dirt دارد. نیومکزیکو، کشور تگزاس و تجانو. ریشه‌های محبوب آن از اوایل دهه ۱۹۲۰ در جنوب ایالات متحده آمریکا سرچشمه می‌گیرد.
موسیقی کانتری اغلب شامل تصنیف‌ها و آهنگ‌های رقص با اشکال معمول ساده، اشعار محلی و هارمونی است که بیشتر با سازهای زهی مانند بانجو، گیتارهای الکتریکی و صوتی، گیتارهای استیل (مانند فولادهای پدال و dobros) و کمانچه‌ها و همچنین هارمونیک همراه است. .
طبق گفته لیندزی استارنس، اصطلاح موسیقی کانتری در دهه ۱۹۴۰ محبوبیت بیشتری نسبت به اصطلاح اولیه موسیقی Hillbilly پیدا کرد. این موسیقی در اواسط قرن بیستم شامل موسیقی غربی شد که به موازات موسیقی تپه ای از ریشه‌های مشابه تکامل یافت. در سال ۲۰۰۹ در ایالات متحده، موسیقی کانتری بیشترین شنونده ژانر رادیویی در ساعت شلوغی را در هنگام رفت و آمد شب داشت و دومین محبوب‌ترین دررفت و آمد صبح بود.
اصطلاح موسیقی کانتری امروزه برای توصیف بسیاری از سبک‌ها و زیرشاخه‌ها استفاده می‌شود. ریشه موسیقی کشور در موسیقی محلی طبقه کارگر آمریکایی یافت می‌شود. این موسیقی از موسیقی محبوب آمریکایی و موسیقی محلی آمریکایی الهام گرفته‌است که ریشه در موسیقی سلتیک، تصنیف‌های سنتی انگلیسی، آهنگ‌های گاوچران، کریدو، موسیقی آفریقایی-آمریکایی، موسیقی محلی فرانسه و دیگر سنت‌های موسیقی محلی داشت.